# Владимир Кличко — Султан Ибрагимов
Владимир Кличко — Султан Ибрагимов или же «Объединение» (англ. The Unification) — боксёрский двенадцатираундовый поединок в тяжёлой весовой категории за титулы чемпиона мира по версиям IBF и IBO, которые принадлежали Кличко, и за чемпионский титул Султана Ибрагимова по версии WBO.
Бой состоялся 23 февраля 2008 года в Нью-Йорке в помещении спортивного комплекса Madison Square Garden. Владимир Кличко доминировал на протяжении всего поединка, работая джебами и срывая атаки противника, при этом он уделял большое внимание защите, что лишило поединок зрелищности. Несмотря на манеру ведения боя, Кличко одержал победу в поединке единогласным судейским решением (119—110, 117—111 и 118—110).
После этого поединка некоторые эксперты высказали мнение, что Владимир Кличко является сильнейшим боксёром тяжёлого веса, но столь невыразительный стиль ведения боя не будет способствовать его популярности. Этот поединок стал последним для Султана Ибрагимова, который в ноябре 2009 года объявил о завершении карьеры.

## Титул WBO в 2000—2008 годах
1 апреля 2000 года в Германии состоялся поединок между Виталием Кличко, который на тот момент был чемпионом мира по версии WBO, и американцем Крисом Бёрдом. Кличко доминировал на протяжении всего поединка, но из-за травмы руки был вынужден отказаться от продолжения боя после 9-го раунда. 14 октября того же года Бёрд проводил первую защиту титула чемпиона мира по версии WBO. Его соперником стал младший брат Виталия Кличко Владимир. Этот поединок прошёл с явным преимуществом украинского спортсмена, который дважды отправлял Бёрда в нокдаун. В итоге Кличко-младший одержал победу единогласным судейским решением.
В 2001—2003 годах Владимир Кличко провёл пять успешных защит своего титула: против Деррика Джефферсона, Чарльза Шаффорда, Франсуа Боты, Рэя Мерсера и Джамиля Макклайна. Однако 8 марта 2003 года он потерял титул, проиграв техническим нокаутом южноафриканскому боксёру Корри Сандерсу. В том же году Сандерс получил возможность драться против Виталия Кличко за более престижный титул чемпиона мира по версии WBC и оставил титул WBO вакантным.
Право оспаривать освободившийся чемпионский титул получили лидеры рейтинга WBO Владимир Кличко и Лаймон Брюстер. Бо́льшая часть поединка проходила с преимуществом экс-чемпиона, который сумел отправить оппонента в нокдаун в третьем раунде, но ближе к середине боя Кличко начал уставать и этим воспользовался Брюстер, в свою очередь отправив визави в нокдаун. После завершения этого раунда между боксёрами встал рефери, Владимир зацепился за его ногу и упал — он был совершенно обессилен и не смог подняться. В итоге победа техническим нокаутом была присуждена Брюстеру.
После победы над Кличко Брюстер провёл три успешных защиты титула: 4 сентября 2004 года он победил раздельным судейским решением австралийца Кали Миена (29-1), 21 мая 2005 года нокаутировал в 1-м раунде поляка Анджея Голоту (38-5-1) и 28 сентября того же года победил техническим нокаутом немца албанского происхождения Луана Красничи (28-1-1). 1 апреля 2006 года Брюстер проиграл единогласным судейским решением белорусу Сергею Ляховичу (22-1). 4 ноября 2006 года Ляхович проиграл техническим нокаутом в 12-м раунде американцу Шэннону Бриггсу (47-4-1) и утратил чемпионский титул. 2 июля 2007 года Бриггс проиграл единогласным судейским решением российскому боксёру Султану Ибрагимову, к которому и перешёл чемпионский титул. 13 октября 2007 года Ибрагимов провёл единственную успешную защиту титула, победив по очкам бывшего абсолютного чемпиона мира Эвандера Холифилда (42-8-2).

## Предыстория
В конце октября 2007 года между Владимиром Кличко (чемпионом мира по версии IBF) и Султаном Ибрагимовым (чемпионом мира по версии WBO) начались переговоры об организации поединка за объединение титулов. Этот поединок должен был стать первым объединительным в тяжёлом весе с 13 ноября 1999 года, когда чемпион мира по версии WBC Леннокс Льюис победил чемпиона мира по версиям WBA и IBF Эвандера Холифилда.
20 ноября Кличко и Ибрагимов подписали контракт на объединительный поединок, который должен был состояться 23 февраля 2008 года на арене Madison Square Garden в Нью-Йорке (США). 25 ноября в Москве прошла предматчевая пресс-конференция, на которой присутствовали Кличко и Ибрагимов. Владимир Кличко начал подготовку к бою против Ибрагимова 18 декабря 2007 года. Он должен был готовиться к бою в Санта-Монике, Лос-Анджелесе и Палм-Бич. 25 декабря Ибрагимов вылетел на территорию США, где тоже должен был готовиться к бою с Кличко. Спарринг-партнёрами Ибрагимова были бывший соперник Владимира Кличко Джамиль Макклайн и Аттила Левин. 22 февраля состоялось официальное взвешивание боксёров перед поединком: Кличко весил 107,9 кг, а Ибрагимов — 99,3 кг.
Перед поединком произошёл скандальный инцидент: менеджер Ибрагимова Борис Гринберг в интервью одной из радиостанций произнёс фразу «Sultan Ibragimov knocks out this Ukraine gay, motherfucker!» (дословно, «Султан Ибрагимов нокаутирует этого украинского гея, твою мать!»). Позже Борис заявил, что не имел ввиду ничего оскорбительного, но извинился перед Кличко.

## Прогнозы
Перед поединком большинство экспертов и фанатов бокса считали, что его наиболее вероятным победителем станет Владимир Кличко. Шесть журналистов украинского спортивного издания «Ринг» сделали прогноз на победу своего соотечественника (5 журналистов предположили его досрочную победу, а один склонялся к победе по очкам). Из 26 членов команды сайта Boxingscene.com 24 были также были уверены в победе Кличко: 18 из них полагали наиболее вероятным исходом поединка досрочную победу Кличко, один эксперт заявил о возможной победе Владимира судейским решением, остальные пятеро были уверены в его победе, но сомневались в том, как она достанется; двое оставшихся сделали ставку на Ибрагимова по очкам. Из 12 членов команды Ringsidereport.com 10 отдавали победу украинцу: восемь считали, что Кличко победит досрочно, а двое, что он победит по очкам. Ещё двое считали фаворитом Ибрагимова и были уверены, что он сможет одержать досрочную победу. Один из представителей сайта Ringsidereport.com — Джино Макгрехи, который отдавал преимущество Ибрагимову, — отмечал, что тот более устойчив в психологическом плане и может выдержать удары Владимира Кличко. На сайте Fightnews.ru был проведён опрос «Кто будет победителем в поединке Кличко—Ибрагимов», в котором приняло участие 1843 человека. 48 % опрошенных считали, что досрочную одержит Владимир Кличко, ещё 11 % считали, что Кличко победит по очкам, вариант ничьей показался более убедительным для 1 % опрошенных и оставшиеся 40 % считали, что победит Ибрагимов (25 % считали, что Ибрагимов одержит досрочную победу и 15 % считали, что он победит по очкам).
Тренер Владимира Кличко Эмануэль Стюард высказал предположение, что Ибрагимов будет самым сильным противником для Кличко-младшего на профессиональном ринге. Он отметил, что у Султана быстрые руки и он хорошо передвигается по рингу. Тренер Ибрагимова Джефф Мейуэзер считал, что его подопечный должен проявлять в бою инициативу и, двигаясь, «теснить Кличко к углам». Также он отметил, что Кличко сильный боец, но не великий, а все его успехи — заслуга Эмануэля Стюарда.

Султан Ибрагимов — это боксёр, который в 23-х своих поединках не потерпел ни одного поражения, завершив лишь один поединок вничью против Рея Остина. Его любительскую карьеру можно назвать отличной, а то, что он на сегодняшний день является чемпионом мира, говорит об успешной профессиональной карьере. Я считаю его достаточно сильным и опасным соперником, которого ни в коем случае нельзя недооценивать. Это доказали два последних поединка Султана против Шеннона Бриггса и Эвандера Холифилда— Владимир Кличко

По мнению экспертов и любителей бокса, Владимир на сегодняшний день — лучший боец супертяжелого дивизиона. Я не хочу говорить о том, что лучше, нежели Владимир. Однако я могу победить сильнейшего бойца, чтобы доказать свою силу! Любители бокса хотят увидеть действительно сильнейшего, которого можно было бы назвать лучшим бойцом супертяжелой весовой категории. Сильнейшим может быть только один, и мы скоро узнаем его имя.— Султан Ибрагимов
Букмекеры придерживались мнения большинства специалистов и также считали Кличко фаворитом в этом поединке. На победу Кличко можно было поставить с коэффициентом от 1,2 до 1,45, в то время как на победу Ибрагимова ставки принимались с коэффициентом от 2,7 до 4,33. Ничья считалась самым маловероятным вариантом в этом поединке, и на неё можно было поставить с коэффициентом от 22 до 28.

## Ход боя
С самого начала поединка оба боксёра действовали без особого для себя риска. Кличко-младший отошёл на дальнюю дистанцию, на которой он оставался неуязвим для Ибрагимова, который, в свою очередь, пытался нанести прямой удар (джеб), но большинство этих ударов были сбиты передней рукой Владимира. Во второй половине первого раунда Кличко начал работать левыми джебами, но при этом оставался в защите. В конце раунда Ибрагимов попытался провести серию боковых ударов по голове украинца, но промахнулся. Со второго раунда Кличко начал активизироваться и выбрасывать длинные прямые удары, которые останавливали Ибрагимова. Сам Ибрагимов сосредоточился на атаках по корпусу соперника, но при малейшей попытке сблизиться Кличко атаковал его джебом. В третьем раунде Владимир Кличко благодаря своему левому джебу, который он выбрасывал всё чаще, завладел центром ринга. В том же раунде он начал пробивать правый джеб.
В пятом раунде один из силовых правых джебов Владимира Кличко дошёл до цели, но Ибрагимов не был потрясён. При попытках соперника сократить дистанцию Кличко начинал клинчевать. В остальных раундах ситуация не изменялась: Владимир Кличко продолжал монотонно работать прямыми ударами, периодически срывая атаки Ибрагимова, который в свою очередь пытался сократить дистанцию и нанести акцентированный удар по корпусу соперника. Во время заключительных раундов поединка преимущество украинского спортсмена стало очевидным: в 9-м раунде Кличко чуть было не отправил соперника в нокдаун, но тот смог устоять у канатов, в 11-м раунде ситуация повторилась, но на этот раз прозвучал гонг об окончании раунда. Двенадцатый раунд прошёл с преимуществом украинца, «Ибрагимов из последних сил промахивался, а Кличко воодушевлённо попадал». После окончания 12-го раунда победа единогласным судейским решением была присуждена Владимиру Кличко.
| Счёт судейских записок | Счёт судейских записок | Счёт судейских записок | Счёт судейских записок | Счёт судейских записок | Счёт судейских записок |
| Дон Акерман            | Дон Акерман            | Чак Джампа             | Чак Джампа             | Стив Вайсфельд         | Стив Вайсфельд         |
| ---------------------- | ---------------------- | ---------------------- | ---------------------- | ---------------------- | ---------------------- |
| Владимир Кличко        | Султан Ибрагимов       | Владимир Кличко        | Султан Ибрагимов       | Владимир Кличко        | Султан Ибрагимов       |
| 119                    | 110                    | 117                    | 111                    | 118                    | 110                    |

## Статистика ударов
Ударов всего
| Боксёр           | Раунд             | 1    | 2     | 3     | 4     | 5     | 6     | 7     | 8     | 9     | 10    | 11    | 12    | Всего   |
| ---------------- | ----------------- | ---- | ----- | ----- | ----- | ----- | ----- | ----- | ----- | ----- | ----- | ----- | ----- | ------- |
| Владимир Кличко  | Попаданий/всего   | 7/19 | 10/17 | 17/33 | 11/23 | 10/23 | 8/20  | 12/27 | 15/33 | 10/22 | 13/43 | 14/39 | 21/49 | 148/348 |
| Владимир Кличко  | Процент попаданий | 37 % | 59 %  | 52 %  | 48 %  | 43 %  | 40 %  | 44 %  | 45 %  | 45 %  | 30 %  | 36 %  | 43 %  | 43 %    |
| Султан Ибрагимов | Попаданий/всего   | 6/24 | 7/29  | 9/37  | 6/27  | 8/26  | 10/25 | 7/17  | 10/33 | 6/17  | 8/24  | 10/30 | 10/27 | 97/316  |
| Султан Ибрагимов | Процент попаданий | 25 % | 24 %  | 24 %  | 22 %  | 31 %  | 40 %  | 41 %  | 30 %  | 35 %  | 33 %  | 33 %  | 37 %  | 31 %    |

Джебы
| Боксёр           | Раунд             | 1    | 2     | 3     | 4     | 5    | 6    | 7    | 8    | 9    | 10   | 11   | 12    | Всего   |
| ---------------- | ----------------- | ---- | ----- | ----- | ----- | ---- | ---- | ---- | ---- | ---- | ---- | ---- | ----- | ------- |
| Владимир Кличко  | Попаданий/всего   | 7/18 | 10/16 | 17/32 | 10/21 | 9/19 | 7/15 | 8/20 | 7/15 | 5/12 | 5/23 | 8/22 | 15/32 | 108/245 |
| Владимир Кличко  | Процент попаданий | 39 % | 62 %  | 53 %  | 48 %  | 47 % | 47 % | 40 % | 47 % | 42 % | 22 % | 36 % | 47 %  | 44 %    |
| Султан Ибрагимов | Попаданий/всего   | 3/13 | 3/18  | 1/17  | 1/14  | 1/12 | 0/7  | 1/6  | 1/10 | 0/6  | 0/13 | 2/9  | 3/12  | 16/137  |
| Султан Ибрагимов | Процент попаданий | 23 % | 17 %  | 6 %   | 7 %   | 8 %  | 0 %  | 17 % | 10 % | 0 %  | 0 %  | 22 % | 25 %  | 12 %    |

Силовые удары
| Боксёр           | Раунд             | 1    | 2    | 3    | 4    | 5    | 6     | 7    | 8    | 9    | 10   | 11   | 12   | Всего  |
| ---------------- | ----------------- | ---- | ---- | ---- | ---- | ---- | ----- | ---- | ---- | ---- | ---- | ---- | ---- | ------ |
| Владимир Кличко  | Попаданий/всего   | 0/1  | 0/1  | 0/1  | 1/2  | 1/4  | 1/5   | 4/7  | 8/18 | 5/10 | 8/20 | 6/17 | 6/17 | 40/103 |
| Владимир Кличко  | Процент попаданий | 0 %  | 0 %  | 0 %  | 50 % | 25 % | 25 %  | 57 % | 44 % | 50 % | 40 % | 35 % | 35 % | 39 %   |
| Султан Ибрагимов | Попаданий/всего   | 3/11 | 4/11 | 8/20 | 5/13 | 7/14 | 10/18 | 6/11 | 9/23 | 6/11 | 8/11 | 8/21 | 7/15 | 81/179 |
| Султан Ибрагимов | Процент попаданий | 27 % | 36 % | 40 % | 38 % | 50 % | 56 %  | 55 % | 39 % | 55 % | 73 % | 38 % | 43 % | 45 %   |

## Андеркарт
| Боксёр                  | Итог боя   | Боксёр                         | Примечания |
| ----------------------- | ---------- | ------------------------------ | --- |
| Владимир Кличко (49-3)  | UD12 (12)  | Султан Ибрагимов (22-0-1)      | Бой за титулы чемпиона мира по версиям IBF и IBO, которые принадлежали Владимиру Кличко, и за чемпионский титул Султана Ибрагимова по версии WBO. |
| Джо Грин (17-0)         | RTD10 (12) | Франсиско Антонио Мора (52-12) | Бой за титулы чемпиона в среднем весе по версиям WBA-NABA и WBO-NABO.                                                                             |
| Джонатон Бэнкс (18-0)   | TKO1 (10)  | Имаму Мэйфилд (25-8-2)         | |
| Джон Дадди (23-0)       | MD10 (10)  | Валид Смише (17-3-3)           | |
| Питер Кумллин (16-0)    | KO2 (6)    | Томас Браун (12-3-1)           | |
| Александр Устинов (8-0) | TKO1 (4)   | Ирл Лэдсон (13-17-1)           | |
| Ронни Варгас (5-0)      | UD4 (4)    | Минитте Фловерс (5-8-1)        | |

## Мнения
Поединок вызвал резкую критику спортивных журналистов и функционеров. Американский промоутер Боб Арум назвал этот бой «позором для бокса» и сказал, что он не оправдал возложенных на него ожиданий. Промоутер Ибрагимова Леон Маргулес признал, что Кличко выиграл этот поединок, но обратил внимание на нарушение со стороны украинского боксёра, который якобы на протяжении всего боя «постоянно бил по перчатке Султана сверху вниз». Другой американский промоутер Дэн Гуссен назвал этот поединок «ужасным».
Спортивный журналист Фил Сантос отметил, что Кличко провёл большую часть поединка, «боксируя одной левой», и этим подтвердил, что является лучшим боксёром-тяжеловесом в мире. Одновременно Сантос предсказал, что такой стиль ведения боя не будет способствовать популярности украинца в США. Ещё один журналист — Крофф Ролд — назвал этот бой, «мягко говоря, невыразительным». Российский спортивный журналист Александр Беленький, описывая поединок, сказал, что он проходил по принципу «один [Ибрагимов] не может, другой [Кличко] не хочет».

## После боя
Поле этого поединка Ибрагимов решил «взять паузу на отдых» и сделал перерыв в карьере, а затем в ноябре 2009 года объявил о том, что скорее всего больше не будет проводить профессиональные бои.
После объединения титулов Владимир Кличко провёл ещё два поединка в защиту титулов против Тони Томпсона (31-1) и Хасима Рахмана (45-6-2), которые завершились его досрочной победой. После этого он должен был провести бой с бывшим абсолютным чемпионом мира в первом тяжёлом весе Дэвидом Хэем. Однако Хэй получил травму, и ему на замену вышел непобеждённый узбекский боксёр-профессионал Руслан Чагаев (25-0-1), который обладал титулом чемпиона мира по версии WBA. Титул Чагаева не был выставлен на кон в этом поединке, но при этом оспаривался титул чемпиона мира по версии американского боксёрского журнала The Ring. Поединок завершался после 9-го раунда победой украинского боксёра ввиду отказа Чагаева от продолжения поединка. В июле 2011 года состоялся поединок между Кличко и Хэем (25-1), который к тому времени завоевал титул чемпиона мира по версии WBA. Этот поединок завершался победой Кличко единогласным судейским решением. После того, как Кличко объединил чемпионские титулы по версиям WBA Super, IBF, WBO, IBO и The Ring, он провёл несколько успешных защит, после чего утратил все титулы, проиграв в ноябре 2015 года британцу Тайсону Фьюри (24-0). В 2017 году Кличко попытался вернуть себе титулы по версиям WBA Super, IBF и IBO в бою против Энтони Джошуа (18-0), но потерпел досрочное поражение, после которого завершил карьеру профессионального боксёра.

## Комментарии
1. ↑  На самом деле на момент боя на счету Владимира Кличко быть на одну досрочную победу больше. Разночтения в рекорде Владимира Кличко возникли после его поединка с Бико Ботовамунгу 23 августа 1997 года, когда рефери остановил поединок дисквалифицировав Ботовамунгу, затем результат встречи был изменен на победу Кличко техническим нокаутом. Однако на сайте BoxRec, который является одним из самых авторитетных статистических сайтов на данную тему, в отличие от других источников, результат остался прежним[1].
2. ↑  Не следует путать с американским боксёрским журналом The Ring.